# 3 floréal
3 germinal 3 prairial
Le tridi 3 floréal, officiellement dénommé jour de la fougère, est le 213e jour de l'année du calendrier républicain.
C'était généralement le 22e jour du mois d'avril dans le calendrier grégorien.